# Fanfan, der Husar (1952)
Fanfan, der Husar (Originaltitel: Fanfan la Tulipe) ist ein Mantel-und-Degen-Film aus dem Jahr 1952 mit Gérard Philipe unter der Regie von Christian-Jaque. Der Film wendet sich mit beißendem Spott gegen Feudalismus, Militarismus und dünkelhaftes Hofschranzentum.

## Handlung
Frankreich, zur Zeit Ludwigs XV.: Um einer erzwungenen Ehe mit einem Bauernmädchen zu entgehen, das er verführt hat, möchte sich der Leichtfuß Fanfan bei der französischen Armee verpflichten. Das Land braucht dringend neue Rekruten, denn es befindet sich geradezu gewohnheitsmäßig im Krieg, den der König und seine Generale recht dilettantisch führen. Auf dem Weg in die Stadt prophezeit die junge „Wahrsagerin“ Adeline Fanfan eine glänzende Karriere und dass er sogar eine Tochter des Königs heiraten werde. Doch kaum hat Fanfan bei dem Regiment Aquitanien unterschrieben, stellt sich heraus, dass Adeline das Kind des Werbe-Sergeanten Rattenfänger ist (im frz. Original La Franchise, übersetzt „der Freimut“). Adeline hat mit ihren ominösen „Vorhersage“ schon vorher diverse Leichtgläubige in die Armee gelockt. Gleichwohl gibt Fanfan ab sofort alles dafür, die Voraussagung wahr werden zu lassen.
Auf dem Weg zur Kaserne rettet er im Alleingang Madame Pompadour, die offizielle Mätresse des Königs, und dessen Tochter, Prinzessin Henriette, vor einer Bande Wegelagerer. Zum Dank überlässt ihm die Maîtresse-en-titre eine tulpenförmige Brosche. Also legt sich Fanfan den Beinamen „die Tulpe“ (im frz. Original La Tulipe) zu. Kaum in der Kaserne angekommen, macht sich Fanfan den angeberischen Feldwebel Barabbas Hühnerfort (im Original: maréchal-des-logis Fier-à-Bras, übersetzt „Wachtmeister Prahlhans“) zum Feind, der ein Auge auf Adeline geworfen hat.
Als Fanfan wenig später Henriette besuchen will und mit seinem Freund, Sergeant Rittersporn (im Original Tranche-Montagne, übersetzt „Bergscheibe“), in das königliche Schloss eindringt, werden beide verhaftet und zum Tode verurteilt. Adeline gesteht ihm kurz vor der Hinrichtung ihre Liebe. Fanfan, der sie ebenfalls liebt, weist sie zurück, um ihr den Abschied leichter zu machen. Adeline rettet ihm durch persönliche Fürbitte bei Ludwig XV. das Leben, dieser erwartet dafür aber amouröse Gegenleistungen, die sie jedoch verweigert. Trotzdem lässt des Königs Kammerdiener Lebel den Ast, an dem Fanfan und Rittersporn gehängt werden sollen, ansägen, so dass er bei der geplanten Hinrichtung abbricht. Dies interpretiert man als Gottesurteil, beide Delinquenten erhalten die Begnadigung.
Um sie gewaltsam dem König zuzuführen, wird kurz darauf Adeline von Lebel und Feldwebel Barabbas entführt, dem man dafür die Beförderung zum „Major oder Oberst“ verspricht. Fanfan nimmt mit Sergeant Rittersporn die Verfolgung auf, befreit Adeline, und tötet Feldwebel Barabbas. Bei dieser Gelegenheit geraten beide Helden zufällig in das feindliche Hauptquartier und nehmen die dort versammelten Generale gefangen. Der König ist zunächst enttäuscht, da seiner Meinung nach zu einem Sieg auch ein blutiger Kampf mit hohen Verlusten gehört; er lässt sich von Marschall d'Estrée jedoch auf eine nächste Schlacht vertrösten.
Zum Dank wird Fanfan zum Hauptmann befördert und darf Adeline heiraten. Als tugendhafte, quasi verhinderte Mätresse hat sie den König inzwischen derart beeindruckt, dass er sie adoptierte. So ist am Ende Adelines falsche Prophezeiung tatsächlich eingetreten.

## Produktion
Der Film, der für Gina Lollobrigida den internationalen Durchbruch bedeutete, kam am 31. Juli 1952 in die bundesdeutschen Kinos. Am 29. Januar 1954 lief er in den Kinos der DDR an. Am 6. November 1961 wurde er von der ARD erstmals im deutschen Fernsehen ausgestrahlt. Im Jahr 2006 erschien er auf DVD.
Filmkomponist Georges van Parys schrieb auch die Musik für die deutsche Version des ersten Abenteuervierteilers im ZDF, Robinson Crusoe (1964).
Die Geschichte um Fanfan wurde bereits mehrfach verfilmt. Zwei Stummfilmversionen stammen aus den Jahren 1907 und 1925. Im Jahr 2003 folgte eine weitere Verfilmung unter dem Titel Fanfan der Husar mit Vincent Perez und Penélope Cruz in den Hauptrollen.

## Historischer Hintergrund
Fanfan, der Husar handhabt historische Fakten sehr frei. Bereits die Zeit der Handlung bleibt unklar. Vermutlich spielen Fanfans Abenteuer während des Österreichischen Erbfolgekriegs, denn eine der Nebenfiguren, Prinzessin Henriette, lebte zur Zeit des Siebenjährigen Krieges schon nicht mehr. Dies gilt auch hinsichtlich des französischen Marschalls d'Estrée(s), der indes 1737 verstarb und demnach in keinem der beiden Kriege ein Kommando geführt haben kann. Auf den Österreichischen Erbfolgekrieg lässt dagegen die Darstellung der feindlichen Armee schließen: Zwar gibt der Film deren Nationalität nicht preis, doch ähneln die weißen Uniformen sehr jenen der damaligen österreichischen Armee; die dargestellte auffällige Kopfbedeckung der Österreicher (Kaskett) wurde indes erst 1767 eingeführt und stellt insofern einen weiteren Anachronismus dar. Die Habsburgermonarchie war während des Österreichischen Erbfolgekriegs noch Frankreichs Gegner, während des Siebenjährigen Krieges aber sein Verbündeter.
Bei Fanfans Regiment bleibt bis zum Ende unklar, ob es sich um Kavallerie oder Infanterie handelt: Zwar hat der Unteroffizier Barabbas Hühnerfort im französischen Original einen Kavallerie-Rang (maréchal-des-logis, also Wachtmeister), die Soldaten tragen aber gleichzeitig Infanterieröcke und Reitstiefel und werden sowohl im Marschieren als auch im Reiten exzerziert; es handelt sich jedoch nicht um Dragoner und erst recht nicht um Husaren. Zudem hat ein Regiment Aquitanien in der französischen Armee nie existiert. Davon abgesehen unterstreicht die allgemein historisch wenig korrekte, teils improvisiert-fantasievolle Kostümierung der Figuren das Märchenhafte der Handlung.
Die Titelfigur Fanfan la Tulipe (Figur) entwickelte sich seit 1819 immer weiter, zumal es sich hier schon um die vierte Verfilmung seit 1907 handelt.
Andere historische Bezüge bleiben spekulativ. So könnte der Name der Titelfigur Fanfan von der 1754 neunjährig verstorbenen Tochter der Marquise von Pompadour inspiriert worden sein: Alexandrine-Jeanne, genannt Fanfan. Verbürgt ist hingegen, dass Ludwig XV. kaum Söhne, dafür aber umso mehr (legitime wie illegitime) Töchter zeugte, die es gut zu verheiraten galt. Ebenso belegt ist die Praxis, die zahlreichen königlichen „kleinen Mätressen“ (im Unterschied zur einzig offiziellen Maîtresse-en-titre) an mittellose Adelige zu verehelichen, denen dafür großzügige Geldgeschenke und Karrieresprünge winkten. So geschehen etwa mit Marie-Louise O’Murphy, die 1755 mit Jacques de Beaufranchet vermählt wurde, der zwei Jahre später als Infanteriehauptmann in der Schlacht bei Roßbach fiel. Das Happy End der Filmhandlung, also die Hochzeit Fanfans mit einer zur „Adoptivtochter“ des Königs aufgestiegenen verhinderten Mätresse, wäre demnach eine Verknüpfung beider Aspekte.

## Kritiken
Das Lexikon des Internationalen Films schrieb, Fanfan, der Husar biete „liebenswert-freche, geistvoll-ironische Unterhaltung“ und sei „heiter und spritzig“. Besonders die „Landschaft und Dekors“ seien vorteilhaft in Szene gesetzt worden, während das Geschehen „mit leichter Hand von Höhepunkt zu Höhepunkt getrieben“ werde, wobei die Actionszenen „unbeschwert und liebenswert“ blieben.

## Auszeichnungen
- 1952: Filmfestival Cannes 1952 – Regiepreis für Christian-Jaque
- 1952: Berliner Filmfestspiele 1952 – Silberner Bär für Christian-Jaque

## Synchronisation
| Rolle                                       | Darsteller         | Synchronsprecher    |
| ------------------------------------------- | ------------------ | ------------------- |
| Fanfan, der Husar (Fanfan la Tulipe)        | Gérard Philipe     | Dietrich Haugk      |
| Marquise de Pompadour                       | Geneviève Page     | Eva Maria Meineke   |
| Adeline                                     | Gina Lollobrigida  | Maria Landrock      |
| Ludwig XV.                                  | Marcel Herrand     | Wolfgang Eichberger |
| Werbe-Sergeant Rattenfänger (La Franchise)  | Nerio Bernardi     | Erik Jelde          |
| Kammerdiener Lebel                          | Jean-Marc Tennberg | Otto Brüggemann     |
| Feldwebel Barabbas Hühnerfort (Fier-à-Bras) | Noël Roquevert     | Werner Lieven       |
| Erzähler                                    | Jean Debucourt     | O. E. Hasse         |